# جريمة حب (فلم)
جريمة حب  فيلم دراما وجريمة للمخرج عاطف سالم عام 1955 كتب السيناريو والحوار محمود صبحي عن قصة الروائي أمين يوسف غراب. الفيلم من بطولة مريم فخر الدين، عماد حمدي، هند رستم، وصلاح منصور وتدور الأحداث حول المحامي جلال الذي يخسر قضية هامة معتقداً أن إهمال زوجته هو السبب ويرتمي في أحضان موكلته الجميلة التي تقتل وتتهم زوجته بقتلها.
صدر الفيلم إلى دور العرض المصرية في أول يناير 1955.
منح موقع قاعدة بيانات الأفلام على الإنترنت (IMDB) الفيلم درجة 7.1/ 10.
منح موقع قاعدة بيانات الأفلام العربية «السينما.كوم» الفيلم درجة 6.4/ 10.

## طاقم التمثيل
عماد حمدي: في دور جلال رشدي (المحامي)
مريم فخر الدين: في دور ثريا عبد الواحد (زوجة جلال)
هند رستم: في دور ليلى (عشيقة جلال)
صلاح منصور: في دور حسنين (زوج ليلى السابق)
عبد العزيز أحمد: في دور عزت أفندي (مساعد المحامي جلال)
أحمد شوقي: في دور أحمد عبد المقصود (المتهم في قضية رشوة)
عبد الحليم القلعاوي: في دور الحاج عبد المقصود (والد المتهم أحمد)
فتحية شاهين: في دور سعاد هانم (زوجة المتهم أحمد)
الطفلة «وزة»: في دور نوال أحمد عبد المقصود
محمد أحمد المصري: في دور شلبي (ساقي بار سبيرو)
حسين قنديل: في دور حمدي (صديق جلال)
ثريا فخري: في دور خادمة (بيت المحامي جلال)
حسين إسماعيل: في دور عامل نظافة في بار سبيرو
ليلى حمدي: في دور روز (جارة ليلى)
زكي إبراهيم: في دور السيد عبد الواحد (والد ثريا)
أحمد لوكسر: في دور وكيل النيابة (في قضية قتل ليلى)
عدلي كاسب: في دور القاضي (في قضية قتل ليلى)
إبراهيم حشمت: في دور عضو اليمين في المحكمة (في قضية قتل ليلى)
عبد المنعم سعودي: في دور عضو اليسار في المحكمة (في قضية قتل ليلى)
عبد العظيم كامل: في دور صلاح المحامي (في قضية قتل ليلى)
عبد المنعم إسماعيل: في دور متقاضي في المحكمة
علي الغندور: في دور وكيل النيابة (في قضية الرشوة)
حسن البارودي: في دور عمر شحاتة عبد الصمد (مراكبي وغفير عوامة ليلى)
محمود شكوكو: في دور الأراجوز 

## أحداث الفيلم
يتعهد المحامي جلال رشدي (عماد حمدي) لزوجة المتهم أحمد عبد المقصود (أحمد شوقي) السيدة سعاد هانم (فتحية شاهين) بأن يكسب قضية زوجها المتهم بالرشوة ليعود إلى زوجته وابنته نوال (الطفلة وزة). يلتقي جلال بصديقة المحامي صلاح (عبد العظيم كامل) وصديقه الدبلوماسي حمدي (حسين قنديل) المسافر للعمل في اليابان، ويذهب الثلاثة إلى حانة «سبيرو» حيث يقوم على خدمتهم الساقي شلبي (محمد أحمد المصري)، وهناك يسقط، من حقيبة جلال، مستند هام والدليل على براءة المتهم أحمد عبد المقصود. يعود جلال إلى بيته ليجد زوجته ثريا عبد الواحد (مريم فخر الدين) في الفراش ويوقظها ليقضي معها ليلته. في اليوم التالي وفي المحكمة يفشل جلال في الحصول على البراءة لصديقه أحمد عبد المقصود بسبب ضياع المستند ويظن أن زوجته قد أضاعته بإهمالها المعتاد. تتغير طبيعة حياة جلال بعد فقدانه الثقة في قدرته على النجاح، ويدفعه مساعده، عزت أفندي (عبد العزيز أحمد)، للعمل ونسيان مافات دون جدوى. تأتي السيدة ليلى (هند رستم) لمكتب جلال لتطلب منه حمايتها من مطاردة زوجها السابق حسنين (صلاح منصور)، وتجد ليلى أن جلال هو من يحتاج المساعدة. ويأتي، بعد مغادرة ليلى المكتب، الزوج السابق حسنين يطلب من جلال التوسط للصلح بينه وبين ليلى ويعده جلال بالمحاولة، ولكنه ومع إحساسه بالضياع ومع لقاءاته المتكررة ليلى تبدأ بينهما علاقة عاطفية حتى أنه ينتقل للعيش معها في عوامة تقف على شاطئ النيل.
تدور الأحداث ويتمكن جلال من الحصول على المستند المفقود وأثناء عودته إلى زوجته، التي علم بحملها، ومغادرة عوامة ليلى بلا عودة، يقوم حسنين بالاتصال تليفونياً بثريا ليخبرها بوجود زوجها في عوامة ليلى. تسارع ثريا إلى العوامة لتجد الباب مفتوحاً وجثة ليلى على الأرض وبجوارها السكين المستخدم في القتل. تمسك ثريا السكين وهي تحاول إيقاظ ليلى وتصرخ عند تأكدها من مقتلها. يسارع بعض المارة إلى مكان الصراخ كما تأتي جارتها البدينة روز (ليلى حمدي) وتصرخ وهي تتهم ثريا بقتل ليلى. تصبح جريمة العوامة هي أشهر الأحداث في الصحف ويخشى جلال أن يترافع عن زوجته لعدم ثقته في نفسه، ويوكل صديقه صلاح للدفاع عنها. تدهور الحالة الصحية لثريا ويتم ادخالها المستشفى وهنا يتشجع جلال لإنقاذ زوجته. يكتشف جلال أن امكانية القتل والهرب دون أن يتعرض الجاني للظهور للعيان هم أن يأتي القاتل من النهر بمركب ليقتل ويغادر بنفس المركب. يتأكد لجلال أن عمر شحاتة عبد الصمد (حسن البارودي)، وهو الذي يعمل حارساً للعوامة وأيضاً يملك قارب صغير، هو الوحيد القادر على تنفيذ خطة القتل، كما يستطيع بحيلة ماكرة أمام القضاة والنيابة في المحكمة بانتزاع اعتراف من عمر شحاته الذي يضيف أنه قام بقتلها عندما أغراه حسنين بالمال. تخرج ثريا إلى الحرية.

## روابط خارجية
- مقالات تستعمل روابط فنية بلا صلة مع ويكي بيانات
- جريمة حب على موقع الدهليز
- جريمة حب على موقع كاروهات

https://www.themoviedb.org/movie/644762?language=ar-AE جريمة حب (فيلم)